# Physignathus
Physignathus är ett släkte av ödlor som på svenska brukar kallas vattenagamer. Det beskrevs år 1829 av den franska zoologen och paleontologen baron Georges Cuvier och ingår i familjen agamer (Agamidae).
Släktet inkluderar för närvarande bara en art:
- Grön vattenagam (Physignathus cocincinus) som förekommer i sydöstra Asien.[1]

Tre arter som tidigare tillhört släktet Physignathus har överförts till andra släkten:
- Physignathus gilberti, vars gällande namn är Lophognathus gilberti.
- Physignathus lesueurii, vars gällande namn är Intellagama lesueurii.
- Physignathus temporalis, vars gällande namn är Tropicagama temporalis.